# Rexburg
Rexburg és una població dels Estats Units a l'estat d'Idaho. Segons el cens del 2000 tenia 17.257 habitants.

## Demografia
Segons el cens del 2000, Rexburg tenia 17.257 habitants, 4.274 habitatges, i 2.393 famílies. La densitat de població era de 1.365,4 habitants/km².
Dels 4.274 habitatges en un 30,5% hi vivien nens de menys de 18 anys, en un 47,7% hi vivien parelles casades, en un 5,9% dones solteres, i en un 44% no eren unitats familiars. En el 12,7% dels habitatges hi vivien persones soles el 5,5% de les quals corresponia a persones de 65 anys o més que vivien soles. El nombre mitjà de persones vivint en cada habitatge era de 3,71 i el nombre mitjà de persones que vivien en cada família era de 3,45.
Per edats la població es repartia de la següent manera: un 18,3% tenia menys de 18 anys, un 57,3% entre 18 i 24, un 11,9% entre 25 i 44, un 7,5% de 45 a 60 i un 4,9% 65 anys o més.
L'edat mediana era de 20 anys. Per cada 100 dones de 18 o més anys hi havia 77 homes.
La renda mediana per habitatge era de 26.965 $ i la renda mediana per família de 36.047 $. Els homes tenien una renda mediana de 27.280 $ mentre que les dones 17.592 $. La renda per capita de la població era de 9.173 $. Aproximadament el 13,2% de les famílies i el 44,4% de la població estaven per davall del llindar de pobresa.

## Poblacions més properes
El següent diagrama mostra les poblacions més properes.